# نیتروسیل کلرید
نیتروسیل کلرید (به انگلیسی: Nitrosyl chloride) با فرمول شیمیایی ClNO یک ترکیب شیمیایی با شناسه پاب‌کم ۱۷۶۰۱ است. که جرم مولی آن ۶۵٫۴۶ g/mol می‌باشد. شکل ظاهری این ترکیب، گاز زرد مایع قرمز است.